# 新潟市立木崎中学校
新潟市立木崎中学校（にいがたしりつ きざきちゅうがっこう）は、新潟県新潟市北区木崎に所在する市立中学校。

## 概要
1947年に開校。木崎コミュニティセンターが隣接されている。
- 制服
  - 男子：詰襟
  - 女子：ブレザー
- 部活動
  - 野球部
  - バレーボール部
  - 卓球部
  - テニス部
  - 陸上部
  - 吹奏楽部
  - 美術部　等

## 沿革
- 1947年5月15日 - 木崎村立木崎中学校として開校。
- 1955年3月30日 - 豊栄町発足に伴い豊栄町立木崎中学校と改称。
- 1970年11月1日 - 市制施行に伴い豊栄市立木崎中学校と改称。
- 1988年
  - 2月23日 - 午後2時40分ごろ、東側校舎2階より出火。体育館・木工室・金工室を除く、教務室・普通教室等を焼失[1]。
  - 2月29日 - 体育館と木崎小学校の特別教室を使用して授業再開[1]。
- 1989年7月3日  - 新校舎にて授業開始[2][3]。
- 2005年3月21日 - 新潟市へ編入合併に伴い新潟市立木崎中学校と改称。

## 通学区域
#外部リンクを参照。

### 進学前小学校
- 新潟市立木崎小学校

## 交通
- 新潟交通グループ E46系統 「木崎中学前」バス停から徒歩7分[4]。
- 同グループ 芋黒線 「木崎小グラウンド前」バス停から徒歩15分[4]。